# 서구 (사람)
서구(徐璆, ? ~ ?)는 중국 후한 말의 정치가로, 자는 맹옥(孟玉)이며, 서주 광릉현 사람이다.

## 생애
고제로 천거되어 형주자사에 임명되었다. 동태후가 조카 장충을 남양태수로 삼고 서구의 통제를 받도록 하였다. 장충이 죄를 짓자 그를 꾸짖었으며, 훗날 이 때문에 장충과 결탁한 환관들에 의해 면직되었다.
형주자사 시절 주준(朱儁)과 함께 완에서 황건적을 대파하였다. 장충의 음모로 공은 인정되지 못했고, 여남태수로 다시 불리기까지 고향에 남았다. 여남태수를 지내고 동해상에 임명되었다.
훗날 헌제로부터 태상에 임명되었고, 조조를 승상에 배수하라는 명을 받았다. 조조가 서구에게 승상직을 넘겨주었으나 굳게 사양하였다. 직무를 다하다가 졸하였다.

## 일화
국새를 얻어 수도에 바쳤을 때 사도 조온이 서구에게 말하였다. “군은 대란을 입었는데 어찌 이처럼 편안한가?” 이에 서구가 말하였다. “예에 소무(蘇武)는 흉노에게 곤경을 당했어도 오랫동안 부절을 엄수했습니다. 하물며 이 심장만한 인장을 지킬 수가 없겠습니까!”

## 참고 문헌
- 范曄『後漢書』楊李翟應霍爰徐列傳